# Ausländer
Als Ausländer werden natürliche Personen, juristische Personen, Personengesellschaften oder auch sonstige Wirtschaftseinheiten bezeichnet, die nach bestimmten, kontextbezogenen, Kriterien einem bestimmten Staat oder Territorium nicht zugehörig sind. Abhängig vom Kontext sind hierbei bei natürlichen Personen Kriterien in Bezug auf Staatsbürgerschaft, Abstammung und Wohnsitz relevant. Bei juristischen Personen, Personengesellschaften und sonstigen Wirtschaftseinheiten sind vornehmlich örtliche Kriterien relevant.

## Allgemeines
Die im allgemeinen Sprachgebrauch und in spezifischen Fachgebieten (z. B. nationales und internationales Recht, Bevölkerungsstatistik) verwendeten Definitionen des Begriffs Ausländer sind nicht vollständig deckungsgleich und zum Teil auch inkonsistent. Auch innerhalb einzelner Fachsprachen sind die Definitionen als Gebrauchsdefinitionen kontextabhängig (vgl. unten z. B. den Begriff „Fußballdeutscher“, der für einen bestimmten Zweck, nämlich die Unterscheidung zwischen spielberechtigten und nicht spielberechtigten Fußballern „maßgeschneidert wurde“). Besonders bei statistischen Größen ist daher die genaue Angabe der jeweils verwendeten Wortbedeutung unerlässlich.

## Wortbedeutungen
Die Bedeutung des Wortes „Ausländer“ erschließt sich aus der Perspektive eines Inlandes. Darunter hat man regelmäßig einen Staat per gängiger Definition des Völkerrechts zu verstehen (Für einige nicht souveräne Territorien oder Staaten in Entstehung gelten die folgenden Punkte teilweise ebenfalls). Relevante kontextbezogene Wortbedeutungen sind:

### Wortbedeutung im deutschen Ausländerrecht
Mit dem Rechtsbegriff Ausländer wird gemäß § 2 Abs. 1 AufenthG jeder erfasst, der nicht Deutscher im Sinne des Art. 116 Abs. 1 GG ist. Damit hat sich der Gesetzgeber im Ausländerrecht für eine Negativdefinition entschieden. Der Lebensunterhalt eines Ausländers ist gesichert, wenn er ihn einschließlich ausreichenden Krankenversicherungsschutzes ohne Inanspruchnahme öffentlicher Mittel bestreiten kann. Nicht als Inanspruchnahme öffentlicher Mittel gilt der Bezug von Kindergeld, Kinderzuschlag, Erziehungsgeld, Elterngeld, Leistungen der Ausbildungsförderung nach SGB III, dem Bundesausbildungsförderungsgesetz und dem Aufstiegsfortbildungsförderungsgesetz oder öffentlichen Mitteln, die auf Beitragsleistungen beruhen oder die gewährt werden, um den Aufenthalt im Bundesgebiet zu ermöglichen und Leistungen nach dem Unterhaltsvorschussgesetz (§ 2 Abs. 3 AufenthG).

### Wortbedeutung in den Volkswirtschaftlichen Gesamtrechnungen
In der Terminologie des Statistischen Bundesamtes werden in den volkswirtschaftlichen Gesamtrechnungen institutionelle Wirtschaftseinheiten, die in einem betrachteten Wirtschaftsgebiet ansässig sind, als Gebietsansässige oder auch als Inländer bezeichnet. Nicht im Wirtschaftsgebiet ansässige Wirtschaftseinheiten werden als Gebietsfremde oder Ausländer bezeichnet. Die Gebietsfremden oder Ausländer werden zur übrigen Welt zusammengefasst. Betrachtete Wirtschaftsgebiete müssen hierbei keine Länder sein.

### Wortbedeutung im deutschen Außenwirtschaftsrecht
Im deutschen Außenwirtschaftsrecht sind in § 2 Abs. 5 AWG Ausländer definiert als (natürliche und juristische) „Personen und Personengesellschaften, die keine Inländer sind“. Gemäß § 2 Abs. 15 AWG sind hiernach Ausländer natürliche Personen mit Wohnsitz oder gewöhnlichem Aufenthalt im Ausland sowie juristische Personen und Personengesellschaften mit Sitz oder Ort der Leitung im Ausland.

### Wortbedeutung im Sport
In verschiedenen Sportarten existieren Ausländerregelungen. Diese legen fest, wer bezogen auf die jeweilige Sportart als Inländer (z. B. als Fußballdeutscher) gilt und wer nicht. Des Weiteren legen Ausländerregelungen fest, wie viele Sport-Nicht-Inländer im Sinne der sportartspezifischen Definition in einer bestimmten Mannschaft gleichzeitig antreten dürfen.

## Ausländer- oder Fremdenrecht
Das wesentliche Merkmal, das einen Ausländer und einen Staatenlosen in Rechtsstaaten von einem Inländer unterscheidet, ist, dass die Menschenrechte für alle gelten, die sich im Geltungsbereich der betreffenden Rechtsordnung aufhalten, die Bürgerrechte aber nur für die Angehörigen des betreffenden Staates. Aufgrund völkerrechtlicher Übereinkommen können einige Bürgerrechte auch Angehörigen der Vertragsstaaten gewährt werden. Dies trifft zum Beispiel auf die Rechte zu, die im Rahmen der Unionsbürgerschaft Angehörigen anderer Staaten der Europäischen Union gewährt werden.

### Deutschland
Nach deutschem Recht ist derjenige Staatsfremder oder Ausländer, der nicht Deutscher im Sinne von Artikel Art. 116 Abs. 1 des Grundgesetzes (GG) ist. Der Begriff „Deutscher“ umfasst nicht nur deutsche Staatsangehörige, sondern nach Art. 116 GG auch so genannte Statusdeutsche. Zurzeit sind das Spätaussiedler, denen noch keine Bescheinigung nach § 15 BVFG ausgestellt wurde. Auch bis zur Ausstellung der Bescheinigung (der Vorgang kann bis einige Monate dauern) gilt ein Spätaussiedler nicht als Staatsfremder, obwohl dieser in der Zeit nicht über die deutsche Staatsangehörigkeit verfügt.
Eine Person, die sowohl die Staatsangehörigkeit des Inlandes als auch die mindestens eines weiteren Staates besitzt, kann, muss aber nicht, für statistische Zwecke als Ausländer gezählt werden. In keiner amtlichen deutschen Statistik wird eine Person, die im Sinne von Art. 116 Abs. 1 GG als „Deutscher“ gilt, als Ausländer oder Staatsfremder gezählt.
Das Gesetz über den Aufenthalt, die Erwerbstätigkeit und die Integration von Ausländern im Bundesgebiet (Aufenthaltsgesetz – AufenthG) definiert in § 2 Abs. 1 AufenthG einen Ausländer als eine Person, die nicht Deutscher im Sinne des Artikels 116 Abs. 1 des GG ist. Das Aufenthaltsgesetz hat zum 1. Januar 2005 das bis dahin gültige Ausländergesetz ersetzt.
Aufenthaltsrecht sowie sonstige Rechte und Pflichten von Ausländern sind in der Ausländergesetzgebung (Ausländerrecht) geregelt. Mit der Einbürgerung (Naturalisation) erhält ein Ausländer die vollen Bürgerrechte seines Aufnahmelandes, z. B. das Wahlrecht, und wird damit von Rechts wegen Staatsbürger. Je nach Aufnahmeland muss dafür u. U. die Staatsangehörigkeit des ausländischen Staates aufgegeben werden. Einige Staaten (darunter auch Deutschland) entziehen ihren Bürgern automatisch ihre Staatsangehörigkeit, wenn die eines anderen Staates angenommen wird.
Ausländer, die gegen die Gesetze ihres Gastlandes verstoßen, können unter Umständen ausgewiesen werden und verlieren damit ihren Aufenthaltsstatus. Ausländer, die sich unerlaubt im Lande aufhalten, ohne einen Aufenthaltsstatus zu besitzen, können gegebenenfalls abgeschoben (Schweiz: ausgeschafft) werden.
Die deutsche Bundesregierung hat einen Ausländerbeauftragten eingesetzt, der für Integrationsbelange von Ausländern in der Bundesrepublik Deutschland zuständig ist.

### Europäische Union
Aufgrund des Rechtes der Europäischen Union sind in vielen Bereichen EU-Bürger (d. h. Unionsbürger, also Staatsangehörige eines Mitgliedstaates der Europäischen Union) den Angehörigen der Mitgliedstaaten weitgehend gleichgestellt, indem sie viele Bürgerrechte EU-weit geltend machen können.

### Liechtenstein
In Liechtenstein wird das Ausländerrecht im Ausländergesetz (AuG) geregelt und gibt Vorgaben zum Aufenthalt von Personen, die nicht aus einem EWR-Staat oder der Schweiz stammen.

### Österreich
In Österreich wird das Fremdenrecht im Niederlassungs- und Aufenthaltsgesetz (NAG) und im Fremdenpolizeigesetz 2005 (FPG) geregelt. Daneben existiert für das Beschäftigungsrecht ein Ausländerbeschäftigungsgesetz.

### Schweiz
In der Schweiz wurde 2005 das Bundesgesetz über die Ausländerinnen und Ausländer (kurz Ausländergesetz – AuG) beschlossen, das 2008 das Bundesgesetz über Aufenthalt und Niederlassung der Ausländer vom 26. März 1931 ablöste.

### Sonderfälle
Als Regelfall gilt: Die Angehörigen eines Staates A werden im Staat B als Ausländer eingestuft und umgekehrt. Von dieser Regel gibt es die folgenden Ausnahmen:
1. Sofern es in Bundesstaaten eine eigene Staatsangehörigkeit von Teilstaaten gibt, gelten Menschen mit der Staatsangehörigkeit des Bundesstaats in diesen Teilstaaten nicht als Ausländer (z. B. sind nicht-bayerische Deutsche in Bayern, wo es eine eigene bayerische Staatsangehörigkeit gibt, keine Ausländer). Ebenso gelten die Angehörigen der Teilstaaten desselben Bundesstaates nicht in einem anderen Teilstaat als Ausländer.
2. Ist ein Staat durch Sezession entstanden, so gelten dessen Bürger in dem Staat, von dem er sich losgelöst hat, dann nicht als Ausländer, wenn dieser den neuen Staat nicht völkerrechtlich anerkannt hat. So wurde beispielsweise zu keinem Zeitpunkt zwischen 1949 und 1990 von der Bundesrepublik Deutschland die Staatsbürgerschaft der DDR anerkannt (mit der Wirkung, dass zwar die Bundesdeutschen in der DDR seit 1967[5] offiziell als Ausländer galten, DDR-Bürger hingegen in der BR Deutschland stets als Deutsche).
3. Verliert ein Staat (z. B. infolge eines verlorenen Kriegs) einen Teil seines Staatsgebiets, so können unter bestimmten Umständen Bürger dieses Staates, die im abgetrennten Gebiet ihren Wohnsitz behalten, auch die ursprüngliche Staatsbürgerschaft behalten und ihren Abkömmlingen weitergeben. Das trifft z. B. auf Menschen zu, die polnische Staatsbürger sind, von deutschen Staatsbürgern abstammen und in einem Gebiet leben, das innerhalb der Grenzen Deutschlands von 1937 liegt. Diese Menschen gelten in Deutschland nicht als Ausländer.

## Weiterer Sprachgebrauch

### Arbeitsmarktinländer und Arbeitsmarktausländer
Für den Arbeitsmarkt ist der Begriff des Arbeitsmarktinländers von Bedeutung. Zu dieser Gruppe gehören in Deutschland
- deutsche Staatsangehörige
- Staatsbürger eines anderen Mitgliedsstaates der Europäischen Union
- Staatsbürger Islands und Norwegens (Mitgliedsstaaten des Europäischen Wirtschaftsraums)
- Ausländer mit einer Arbeitsberechtigung

Für die genannten Gruppen gilt auf dem Arbeitsmarkt das so genannte Inländerprimat. Sie werden denen gegenüber bei der Aufnahme einer Arbeit bevorzugt, die als Drittstaatler (als Arbeitsmarktausländer) neu nach Deutschland kommen und Arbeit suchen. Die Bevorrechtigung deutscher und ausländischer Arbeitsmarktinländer dient vor allem deren Schutz vor Verdrängung. In Österreich wird das Inländerprimat durch § 11 des Ausländerbeschäftigungsgesetzes festgeschrieben.

### Bildungsinländer und Bildungsausländer
Bei der Frage nach der Berechtigung des Zugangs zu deutschen Hochschulen wird zwischen Bildungsinländern und Bildungsausländern unterschieden. Zur Gruppe der Bildungsinländer gehören alle, die ihre Hochschulzugangsberechtigung in Deutschland oder an einer deutschen Schule erworben haben, und zwar unabhängig von ihrer Staatsangehörigkeit. Alle Personen mit einer deutschen Hochschulzugangsberechtigung werden an deutschen Universitäten gleich behandelt, sofern es keine Probleme mit dem Aufenthaltsstatus eines Bewerbers gibt.
Bildungsausländer sind Menschen, die ihre Hochschulzugangsberechtigung im Ausland an einer nicht-deutschen Bildungseinrichtung erworben haben. Sie werden in einem gesonderten Verfahren zum Studium an deutschen Hochschulen zugelassen. Zu den Bildungsausländern können auch deutsche Staatsbürger gehören, und zwar dann, wenn sie ihre Hochschulzugangsberechtigung nicht an einer deutschen Schule erworben haben.

### Drittausländer
Im Schengener Durchführungsübereinkommen von 1990 ist in Art. 1 der Drittausländer als „eine Person, die nicht Staatsangehöriger eines der Mitgliedstaaten der Europäischen Gemeinschaften ist“ definiert. Dieser Terminus wird in neueren Vorschriften der Europäischen Union nicht mehr verwendet. Stattdessen wird der von Drittstaatsangehörigen gesprochen, wobei dieses Wort in den Vorschriften der Europäischen Union aber auch mit abweichenden Bedeutungen verwendet wird.

### „EU-Ausländer“
In der Politik- und Mediensprache innerhalb der Europäischen Union (EU) werden Staatsangehörige eines anderen Mitgliedstaates oftmals als „EU-Ausländer“ und ihre Staaten als „EU-Ausland“ bezeichnet, um sie und von Staatsangehörigen des eigenen Staates und von „Drittstaaten“ bzw. „Drittländern“ zu unterscheiden. Diese Terminologie steht in einem Spannungsverhältnis zur Terminologie von EU-Bürgern und nicht-EU-Bürgern.

### „Ausländische Mitbürger“
Mitunter werden Ausländer in Deutschland als „ausländische Mitbürger“ bezeichnet.
Im ersten Satz der Vorbemerkung zur zweiten Auflage des Standardwerks Deutsches Ausländerrecht wurde hierzu 1986 von Werner Kanein festgestellt:
„Die gern ihrer beschönigenden Wirkung wegen gebrauchten Begriffe des ‚ausländischen Mitbürgers‘ oder ‚Gastarbeiters‘ sind irreführend, zudem geeignet, unbegründete Illusionen hervorzurufen. Der Staatsfremde (Staatenlose oder Ausländer) ist kein Mitbürger. Er ist Einwohner. […] Die Rechte des Ausländers sind beschränkt. Andererseits ist er nicht rechtlos.“
Richtig daran ist, dass Ausländer als Ausländer keine Bürgerrechte in Deutschland besitzen (wenn auch Bürgern der EU einige Bürgerrechte wie das Recht zur Teilnahme an der Wahl zum Europäischen Parlament oder das Recht auf Freizügigkeit zugestanden werden).
Allerdings berücksichtigt das Zitat nicht, dass es keine Deckungsgleichheit zwischen der juristischen Fachsprache einerseits und der Umgangssprache wie auch der Sprache der Politik andererseits gibt. Die Absicht derer, die von „ausländischen Mitbürgern“ sprechen, Menschen einzubeziehen, die von anderen als „Fremde“ ausgegrenzt werden sollen, wird in den meisten Fällen durchaus verstanden.

## Statistik

### Arabische Halbinsel
Besonders hohe Ausländeranteile haben manche Staaten auf der arabischen Halbinsel. Die VAE und Katar bspw. haben Ausländeranteile von jeweils etwa 90 %. Grund ist der hohe Anteil von Arbeitsmigranten an der Gesamtbevölkerung (siehe beispielhaft Arbeitsmigranten in Katar).

### Deutschland

Zuwanderung nach Deutschland seit 1991

Zum 31. Dezember 2020 waren laut Statistischem Bundesamt von den 83,2 Millionen in Deutschland lebenden Menschen 11,4 Millionen Ausländer, was einer Quote von 13,7 % entspricht. Die Ausländer teilten sich nach aufenthaltsrechtlichem Status wie folgt auf:
| Art des Aufenthaltsstatus                                                | Anzahl    |
| ------------------------------------------------------------------------ | --------- |
| kein Aufenthaltstitel erforderlich                                       | 5 162 410 |
| mit Freizügigkeit nach EU-Recht                                          | 5 153 705 |
| von Erfordernis auf einen Aufenthaltstitel befreit, heimatlose Ausländer | 8 705     |
| unbefristeter Aufenthaltstitel                                           | 2 498 745 |
| befristeter Aufenthaltstitel                                             | 2 586 190 |
| zum Zweck der Ausbildung                                                 | 210 070   |
| zum Zweck der Erwerbstätigkeit                                           | 274 525   |
| völkerrechtliche, humanitäre, politische Gründe                          | 1 149 685 |
| familiäre Gründe                                                         | 828 570   |
| besondere Aufenthaltsrechte                                              | 123 345   |
| Antrag auf Aufenthaltstitel gestellt                                     | 410 565   |
| Ohne Aufenthaltstitel                                                    | 774 550   |
| mit Duldung                                                              | 235 055   |
| mit Aufenthaltsgestattung                                                | 212 545   |
| ohne Aufenthaltstitel, Duldung oder Gestattung                           | 326 955   |

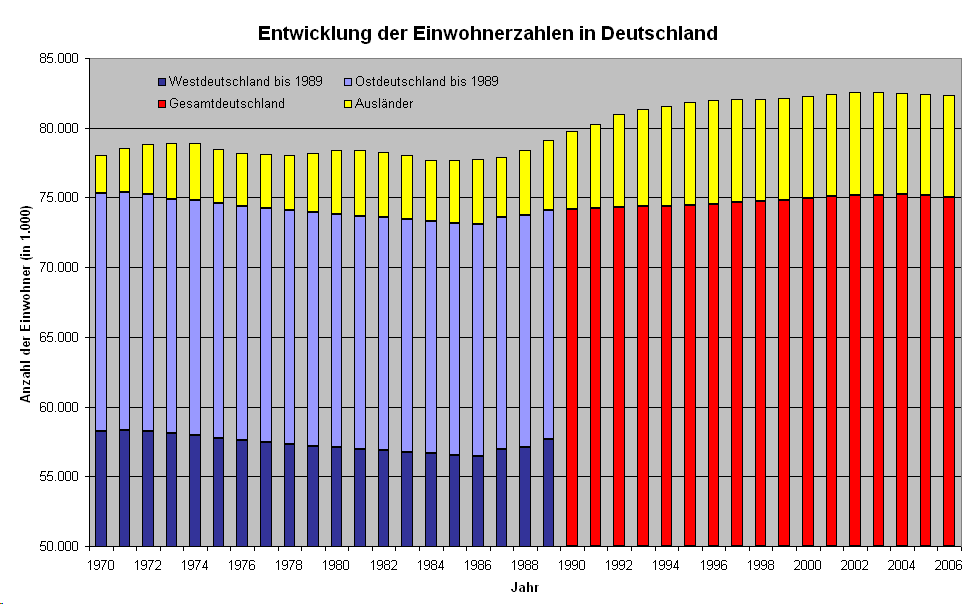
Entwicklung der Einwohnerzahl Deutschlands 1970–2004

Für eine Auflistung nach Staatsangehörigkeit siehe Demografie Deutschlands#Personen ohne deutsche Staatsbürgerschaft.

### Österreich
Zum 31. Dezember 2022 waren laut Statistik Austria von den 8,98 Millionen in Österreich lebenden Menschen 1,59 Millionen Ausländer, was einer Quote von 17,7 % entspricht.

### Schweiz
Im Jahr 2020 waren laut Bundesamt für Statistik von den 8,67 Millionen in der Schweiz lebenden Menschen 2,21 Millionen Ausländer, was einer Quote von 25,7 % entspricht.

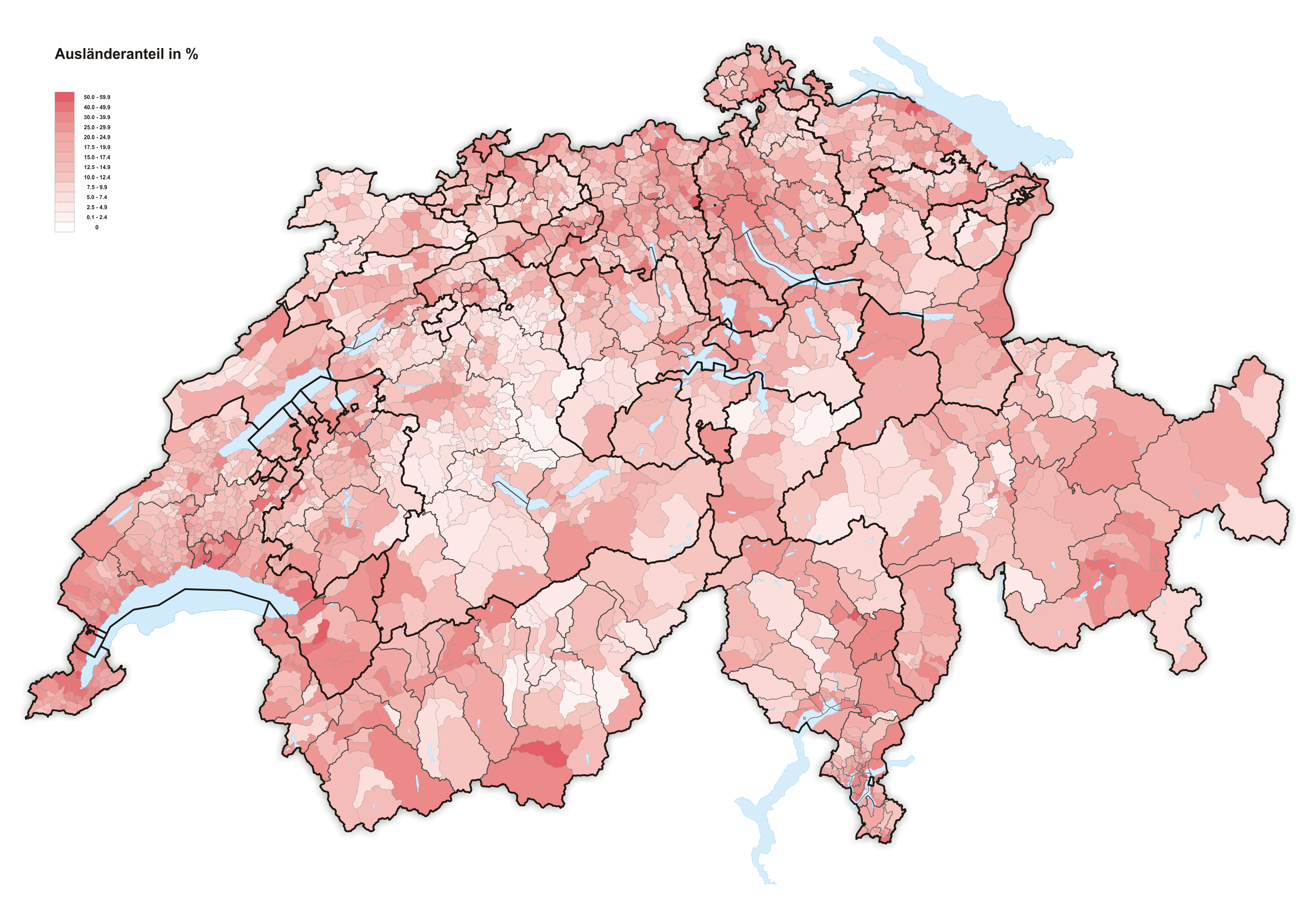
Ausländeranteil in den Schweizer Gemeinden (Gemeindestand 2019, Bevölkerungsstand 2017)
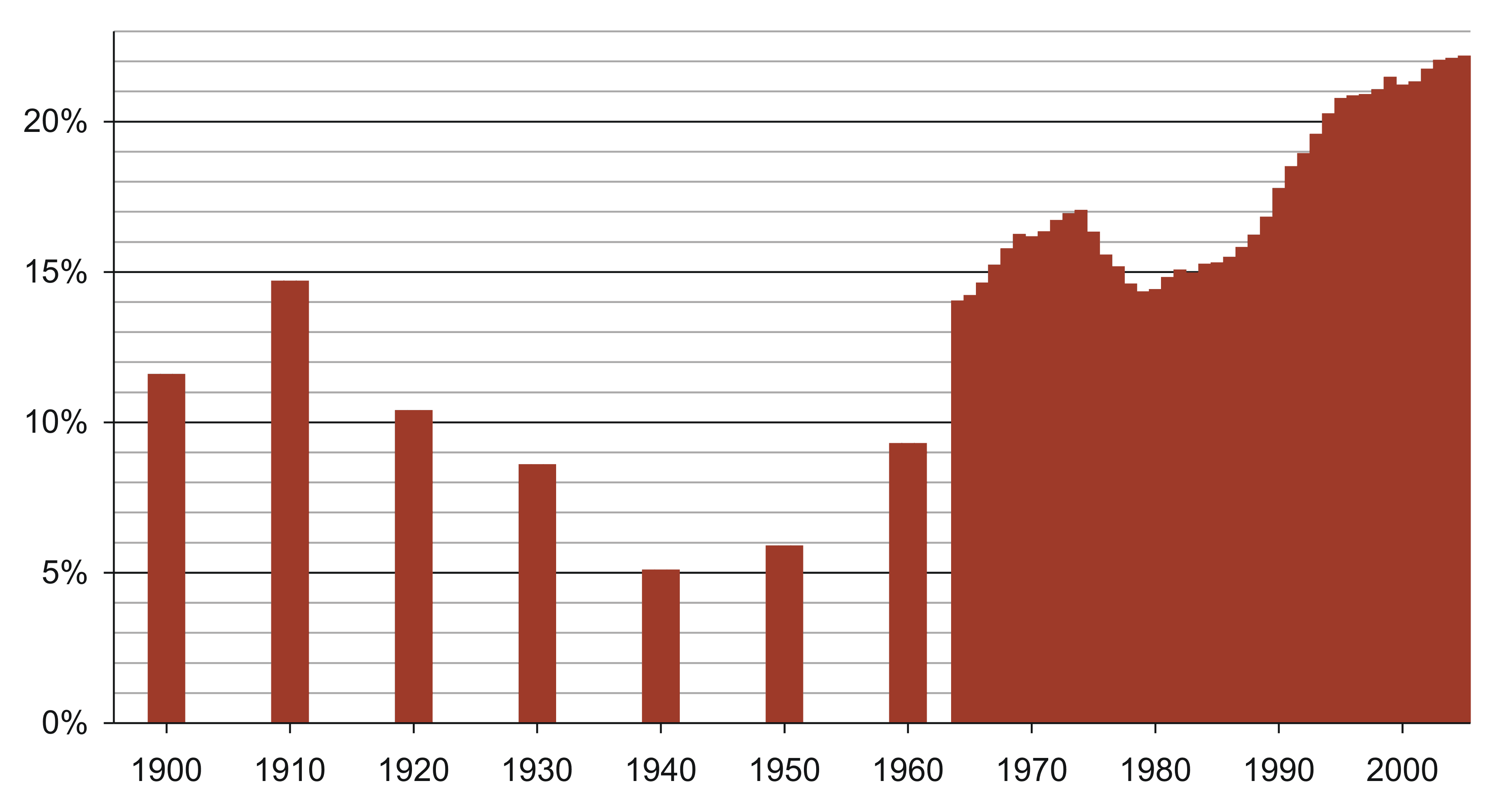
Ausländeranteil in der Schweiz 1900–2005

## Meinungsforschung
Auf die Frage des Instituts für Demoskopie Allensbach: „Einmal ganz allgemein gesprochen: Leben in Deutschland heute zu viele Ausländer oder nicht zu viele?“ antworteten 1984 79 % und 2008 53 % der Befragten mit „zu viele“. Der Anteil derer, die antworten, es gebe nicht zu viele Ausländer, lag 1984 bei 8 %, 2008 bei 24 %. Die Zahl der Ausländer ist zwischen 1984 und 2008 von 4,4 Millionen auf 7,3 Millionen gestiegen. Nach der Flüchtlingskrise in Deutschland ab 2015 bejahten 45,3 % der Bürger ohne Migrationshintergrund im April 2017 die Frage, ob in Deutschland zu viele Ausländer leben, 25,8 % verneinten die Frage.